# Dani Yako
Dani Yako (Buenos Aires, 17 de diciembre de 1955) es un fotógrafo, periodista y arquitecto argentino.

## Trayectoria
Tras cursar sus estudios en la Universidad de Buenos Aires, trabajó como reportero en el diario La Calle en 1975. Al año siguiente, en el contexto de la dictadura militar que gobernaba el país, fue secuestrado por un comando del ejército y permaneció detenido tres días en el Edificio Libertador, lo que forzó su exilio en Madrid. Una vez allí, colaboró con diversos medios de comunicación.
En 1983, poco antes de la restauración de la democracia, regresó a la Argentina y comenzó a trabajar como redactor jefe en la Agencia Diarios y Noticias, fundada el año anterior. Sus obras fueron publicadas en medios gráficos de Brasil y Alemania, así como en France Presse y Reuters. 
En diciembre de ese año logró capturar las últimas imágenes del escritor Julio Cortázar, caminando por el centro de Buenos Aires, en las inmediaciones de la tienda Harrods.
En 1996 inició su trabajo de editor en el matutino Clarín, donde trabaja como jefe de fotografía.

## Premios
En 2012 recibió el Premio Konex, otorgándosele el Diploma al Mérito en el campo de las artes visuales.